# Satya (film)
Satya(hindi: सत्या) – bollywoodzki film kryminalny przez krytyków uznawany za najlepszy dramat Ram Gopala Varmy, autora Sarkara, Company, Cichy, czy Naach. W rolach głównych nagrodzony wielokrotnie Manoj Bajpai i Urmila Matondkar oraz J.D. Chakravarthi. Film został zrealizowany w 1998 roku. Jednocześnie powstał z dubbing w telugu. Tematem filmu jest historia Satyanarayana (Satyi), który przybywszy do Mumbaju w poszukiwaniu szczęścia miejsce dla siebie znajduje tylko w świecie przestępczym.
W 2005 roku zaliczony przez czasopismo „India Times” do 25 najbardziej godnych uwagi filmów Bollywoodu.

## Fabuła
Satya (J.D. Chakravarthi) przybywa do Mumbaju. Bez pracy, bez domu, milczący, zamknięty w sobie. Szuka dla siebie miejsca wśród ludzi i od razu spotyka się z próbą wykorzystania go, z groźbami, z poniżeniem. Nie ma w nim jednak strachu. Na każdą próbę upokorzenia go, odpowiada ciosem. Rzuca się na szydzącą z niego osobę, nawet jeśli jest nim groźny gangster Jagga otoczony swoimi ludźmi. Pobity, niesłusznie oskarżony o stręczycielstwo trafia do więzienia. Tam jego odwaga i niezgoda na poniżenie wzbudzają podziw w poważanym gangsterze Bhiku (Manoj Bajpai). Otacza go swoją opieką, pomaga mu wyjść z więzienia, włącza do swego gangu. Wręcza mu pistolet i popycha go do zabicia po raz pierwszy w życiu. Ofiarą staje się Jagga (Jeeva). Satya wyrównuje z nim poprzez śmierć rachunek. Mści się za upokorzenia, pobicie i osadzenie w więzieniu. Z czasem Satya staje się nie tylko "prawą ręką" Bhiku kierującego gangiem, ale i jego przyjacielem. Zmienia się. Zmienia go coraz bezwzględniejsze zabijanie na rzecz gangu, przyjaźń z Bhiku i ... miłość do pięknej naiwnej sąsiadki Vidyi (Urmila Matondkar). Uczucie to budzi w nim pragnienie zmiany życia.

## Motywy indyjskiego kina
- Satya uczy się od zakochanej Vidyi ufać, chcieć kogoś obdarzać, cieszyć się życiem. Zaczyna mu przeszkadzać zabijanie. Gdy udaje mu się umknąć policji za cenę życia 20 niewinnych osób, ogarniają go wyrzuty sumienia. Chce zerwać z gangiem, zacząć uczciwe życie z Vidyą. Motyw gangstera zmęczonego zabijaniem pojawia się też w m.in. w Karam, Athadu, czy Apaharan.
- Mumbaj, "Miasto, które nigdy nie śpi, a nawet, gdy się budzi ze snu, dalej śni". Widziane od strony wzburzonego morza. W jego dopiero co budowanych domach strzelają do siebie bandyci. W jego zaułkach dochodzi do pościgów. Na skałach na plaży Satya wręcza Vidyi pierścionek. Na tych samych skałach Bhiku ogłasza siebie żartem królem podziemnego Mumbaju, okazuje swoją przyjaźń Satyi pozwalając mu odejść z gangu. Mumbaj jest też tłem m.in. – Bhoot, No Smoking, Dil Hi Dil Mein, Laaga Chunari Mein Daag, Life in a... Metro, Chameli, Chaahat, Ghulam, Saathiya, Mann, Being Cyrus, Dushman, Chalte Chalte, Mere Yaar Ki Shaadi Hai, Tumko Na Bhool Paayenge, Taxi Number 9211, Bombay, Black Friday, Lajja, Hungama, Fiza, Hum Tum, My Bollywood Bride, Aap Ki Khatir, Silsilay, Moksha: Salvation, Company, Sarkar, czy Shootout at Lokhandwala.

## Obsada
- J.D. Chakravarthi – Satya (jako Chakravarty)
- Urmila Matondkar – Vidya
- Paresh Rawal – komisarz Amod Shukla
- Manoj Bajpai – Bhiku Mhatre – 3 nagrody
- Saurabh Shukla – Kallu Mama
- Govind Namdeo – Bhau Thakurdas Jhawle (jako Govind Namdev)
- Makrand Deshpande – adwokat Chandrakant Mule (jako Makarand Deshpande)
- Shefali Shetty – Pyaari Mhatre (jako Shefali Chhaya)
- Raju Mavani – Guru (jako Raju Mawani)
- Aditya Srivastava – inspektor Khandilkar
- Neeraj Vora – kompozytor Romu Saagar
- Rajesh Joshi – Bappu (jako Late Rajesh Joshi)
- Saabir – Yeda
- Snehal Dabi – Chander Krishnakant (jako Snehal)
- Jeeva – Jagga

## Muzyka i piosenki
Muzykę do filmu skomponował Vishal Bharadwaj, komponujący przeważnie do filmów Ram Gopala Varmy.
- Badalon Se
- Tu Mere Paas Bhi Hai
- Geela Geela Pani
- Sapne Mein Milti Hai
- Goli Maar
- The mood of Satya

## Nagrody
- Nagroda Filmfare Krytyków dla Najlepszego Aktora – Manoj Bajpai
- Nagroda Filmfare Krytyków dla Najlepwszej Aktorki – Shefali Shah
- Nagroda Filmfare Krytyków dla Najlepszego Filmu – Ram Gopal Verma
- Filmfare Best Editing Award – Apurva Asrani i Bhanu Daya
- Nagroda Star Screen za Najlepszy Scenariusz – Anurag Kasyap
- Nagroda Star Screen dla Najlepszego Aktora Drugoplanowego – Manoj Bajpai
- Nagroda Zee Cine dla Najlepszego Aktora Drugoplanowego – Manoj Bajpai
- nominacja do Nagrody Filmfare dla Najlepszej Aktorki – Urmila Matondkar
- Nagroda Filmfare Krytyków dla Najlepszej Aktorki – Shefali Shetty
- Nagroda Screen Weekly dla Najlepszej Aktorki Drugoplanowej – Shefali Shetty